# Асен Велчев
Асен Вълков Велчев е български адвокат.

## Биография
Роден е на 19 август 1894 г. в Сливен. Негов баща е генерал Вълко Велчев. Завършва средното си образование в Мъжката гимназия в Стара Загора, а през 1912 г. започва да учи във Висшата търговска академия в Берлин. Завръща се в България при избухването на Първата световна война и постъпва в Школата за запасни офицери. През 1920 г. завършва право в Софийския университет. Започва работа като адвокат в Стара Загора и става член на Българската комунистическа партия. При подготовката на Септемврийското въстание е командир на боен отряд. Убит е на 20 септември 1923 г. при опит за превземане на жандармерийската казарма.